# Trio pour clarinette, violoncelle et piano de Brahms
Pour les articles homonymes, voir trio pour clarinette, violoncelle et piano (homonymie).
Le Trio pour clarinette, violoncelle et piano en la mineur opus 114 est un trio de Johannes Brahms. Composé pendant l'été 1891 à Bad Ischl à la suite de sa rencontre avec le clarinettiste Richard Mühlfeld, il fut créé le 24 novembre 1891 par Mühlfeld, le violoncelliste Robert Hausmann et le compositeur au piano à Meiningen puis rejoué à Berlin le 12 décembre suivant. La partie de clarinette peut ad libitum être jouée à l'alto.

## Analyse de l'œuvre
1. Allegro alla breve (à )
2. Adagio (en ré majeur, à )
3. Andantino grazioso (en la majeur, à 
)
4. Finale:Allegro (en la mineur, à 
 puis 
)

- Durée d'exécution : vingt-cinq minutes.